# Cyr de Tarse
Pour les articles homonymes, voir Saint Cyr.
Cyr de Tarse, Cyr d'Iconium ou saint Cyr (en latin : Sanctus Cyricus) est un saint catholique et orthodoxe du IVe siècle ayant, selon sa légende, subi le martyre. Son nom provient du grec « kurios » signifiant « maître, seigneur ». L’accusatif « Cyricum », avec un « i » bref, aboutit régulièrement à « Cire », écrit « Cyr ou Cir » depuis le XVIIe siècle. 
Il est tué à Tarse, en Cilicie, à l'âge de trois ou quatre ans, juste avant sa mère, sainte Julitte ou Juliette, vers 304, ce qui fait de lui l'un des plus jeunes martyrs de la chrétienté à la suite des saints Innocents. Saint Cyr et sainte Julitte sont fêtés le 16 juin par les catholiques en Occident, le 30 juillet par les Églises catholiques orientales, et le 15 juillet par l'Église orthodoxe.

## Hagiographie des deux saints

### La mère, sainte Julitte

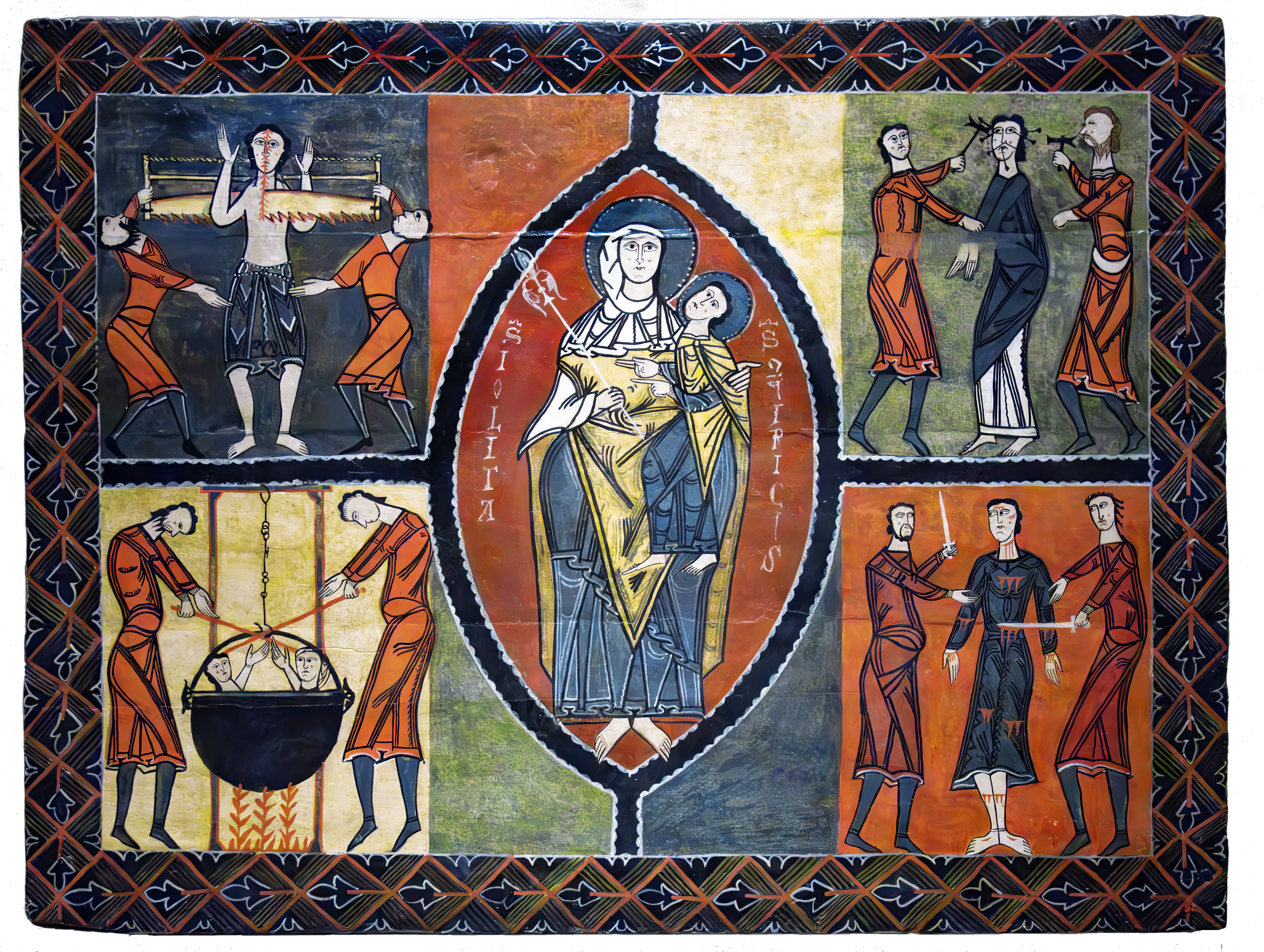
Devant d'autel : le martyre de saint Cyr et sainte Julitte (XII, musée national d'art de Catalogne, provient de l'ermitage Sant Quirc de Durro.

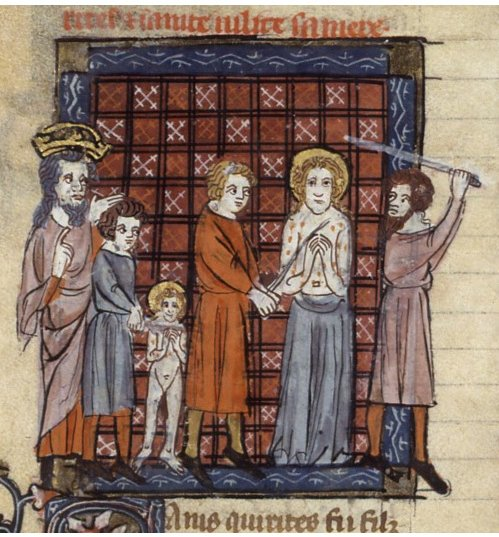
Le martyre de saint Cyrice (saint Cyr) et sainte Julitte, Vie des Saints de Richard de Montbaston, XIV.

Julitte était une dame noble résidant à Iconium (Konya de nos jours, en Turquie), ville d'Asie mineure, à l'époque capitale de la Lycaonie. Elle se trouva rapidement veuve et sa préoccupation première fut d'élever dans la foi chrétienne son jeune fils Cyr. L'enfant avait trois ans lorsque l'empereur romain Dioclétien décréta une terrible persécution contre les chrétiens.
Julitte s'enfuit avec son fils et deux de ses servantes ; elle se réfugie d'abord à Séleucie, puis à Tarse où le gouverneur Alexandre la fait arrêter rapidement. Elle se présente paisible au tribunal, son fils dans ses bras. Affirmant avec force qu'elle est chrétienne, Julitte refuse de sacrifier aux idoles et elle est livrée à de nombreux supplices.

### Cyr de Tarse, son enfant
Cyr, enfant âgé alors de trois à quatre ans, séparé de sa mère, portait ses yeux sur elle et  criait : « Je suis chrétien, moi aussi, je suis chrétien ! ». Le gouverneur voulut l'amadouer, le prit sur ses genoux et le caressait. Mais l'enfant se défendait avec ses petits poings, si bien que le gouverneur, excédé, le prenant par le pied, le jeta du haut de son siège sur les marches du tribunal (ou le jeta contre un mur selon une autre version). L'enfant eut la tête brisée et mourut sur le coup.
Saint Cyr est l'un des plus jeunes martyrs de la chrétienté.

### Le martyre de sainte Julitte
Tandis que la foule murmurait, Julitte remercia Dieu de ce qu'il avait couronné son fils avant elle. Après bien des souffrances, elle fut conduite au lieu des exécutions. À genoux, elle pria Dieu de recevoir le sacrifice qu'elle faisait de sa vie. Elle eut la tête tranchée ou fut brûlée vive le 16 juin, vers l'an 304.

### La légende de saint Cyr
Sur le mur nord de l'église de Saint-Cirgues (Haute-Loire) se trouve l'inscription suivante :

« Au IVe siècle après J.-C., en Asie Mineure, Kérikos (Cyr) et sa mère Julitte, tous deux chrétiens, sont faits prisonniers lors de la persécution de Dioclétien. Tentant plus d’une fois de torturer l’enfant, les soldats virent leur cruauté punie. En effet, tous les gestes néfastes visant à blesser Cyr se retournaient, grâce à l’aide de Dieu, contre les bourreaux qui se retrouvaient tantôt brûlés, tantôt ébouillantés ou encore flagellés… Le juge du palais, fou de rage, en vint à attraper l’enfant par les pieds, et avec violence lui brisa la tête contre les marches du tribunal »

Iconographie des saints Cyr et Julitte
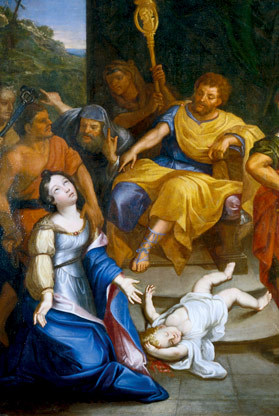
Le martyre de sainte Julitte (anonyme, 2e moitié du XVIIe siècle, église Saint-Cyr-et-Sainte-Julitte de Villejuif).
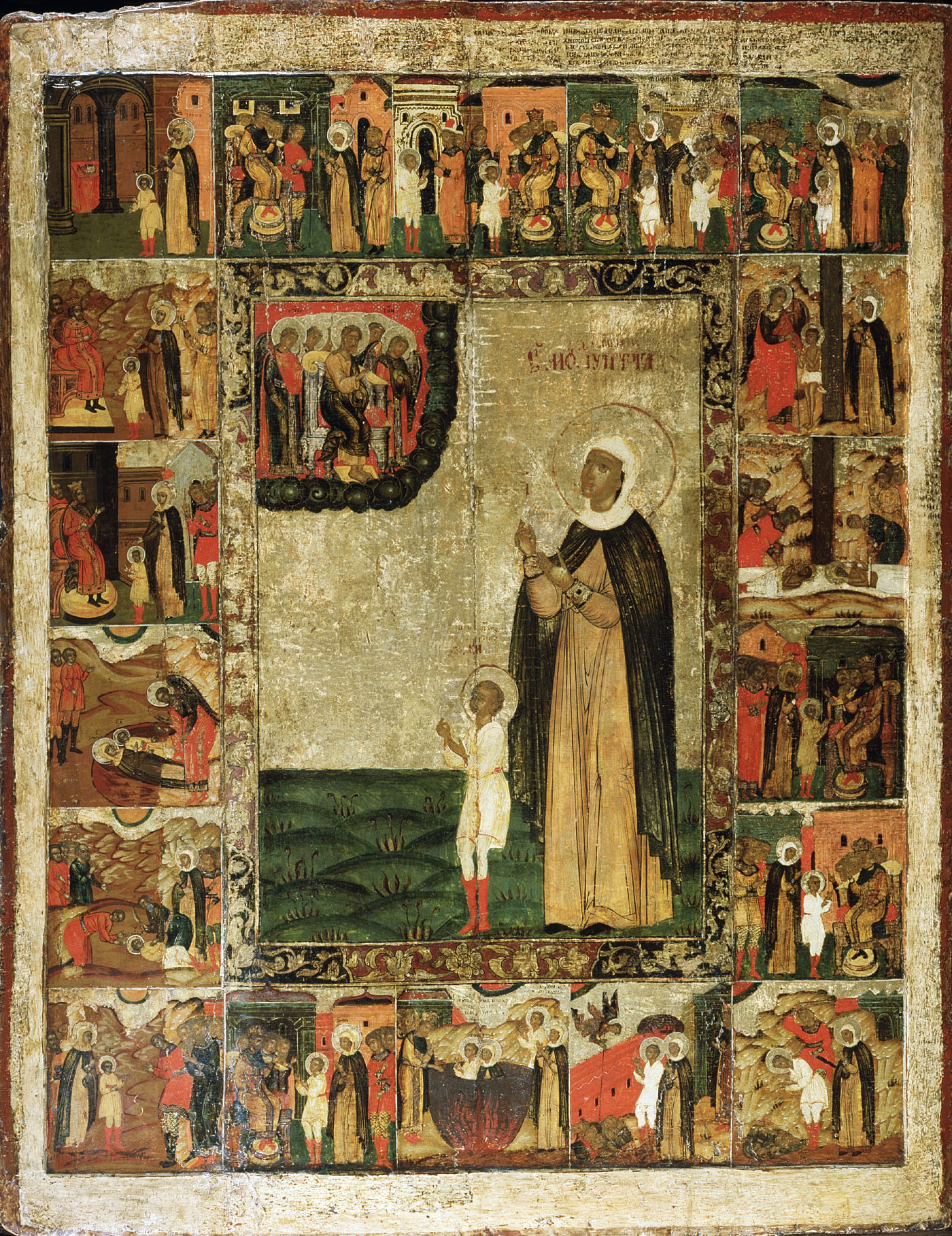
La vie de saint Cyr et sainte Julitte, icône russe.
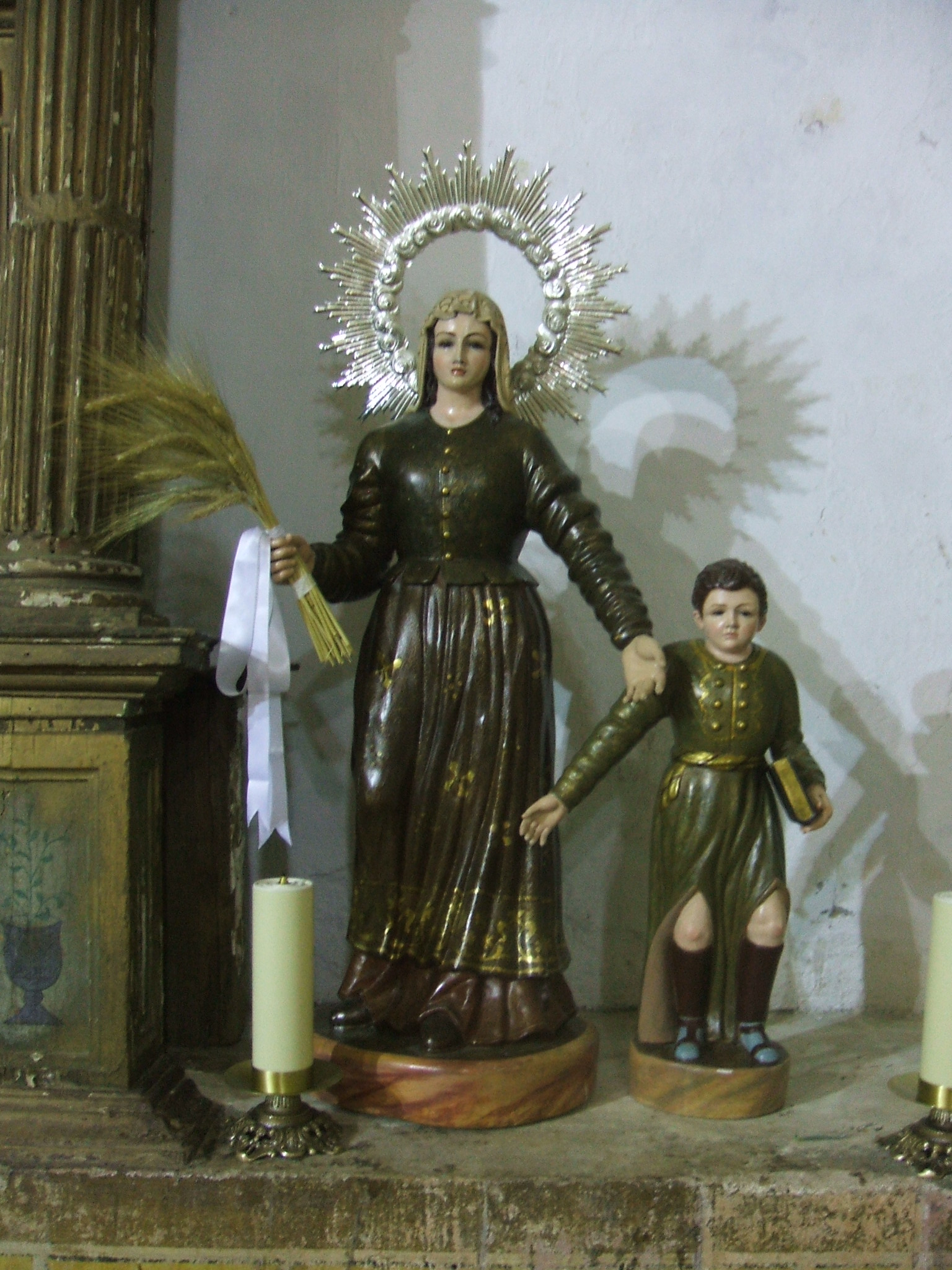
Sainte Julitte et Cyr d'après les images de l'église paroissiale de Villanueva de la Sierra (province de Cáceres).
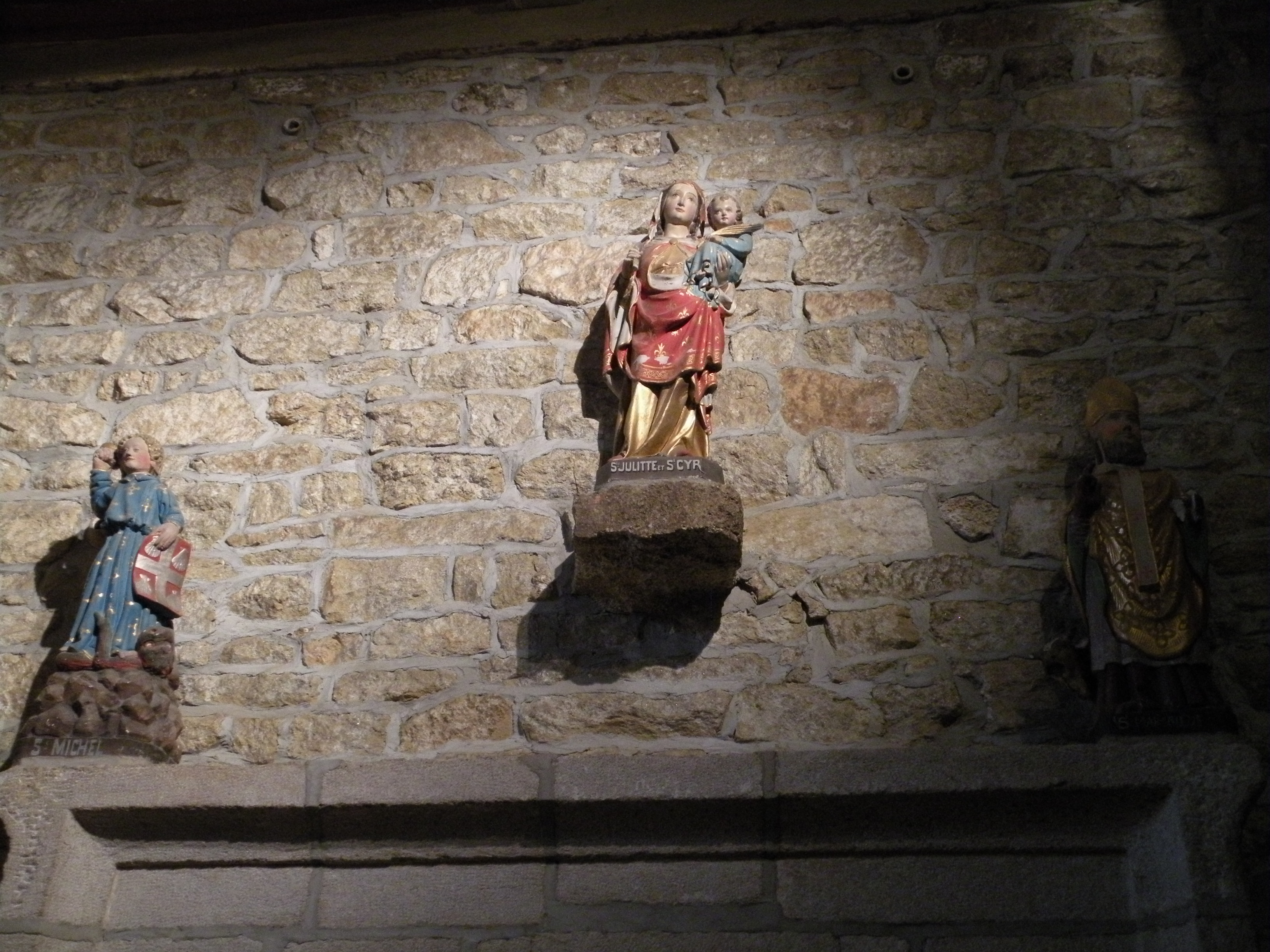
Statues du transept nord de la chapelle Notre-Dame de Bongarant à Sautron : saint Michel, saints Julitte et Cyr de Tarse et saint Corneille.
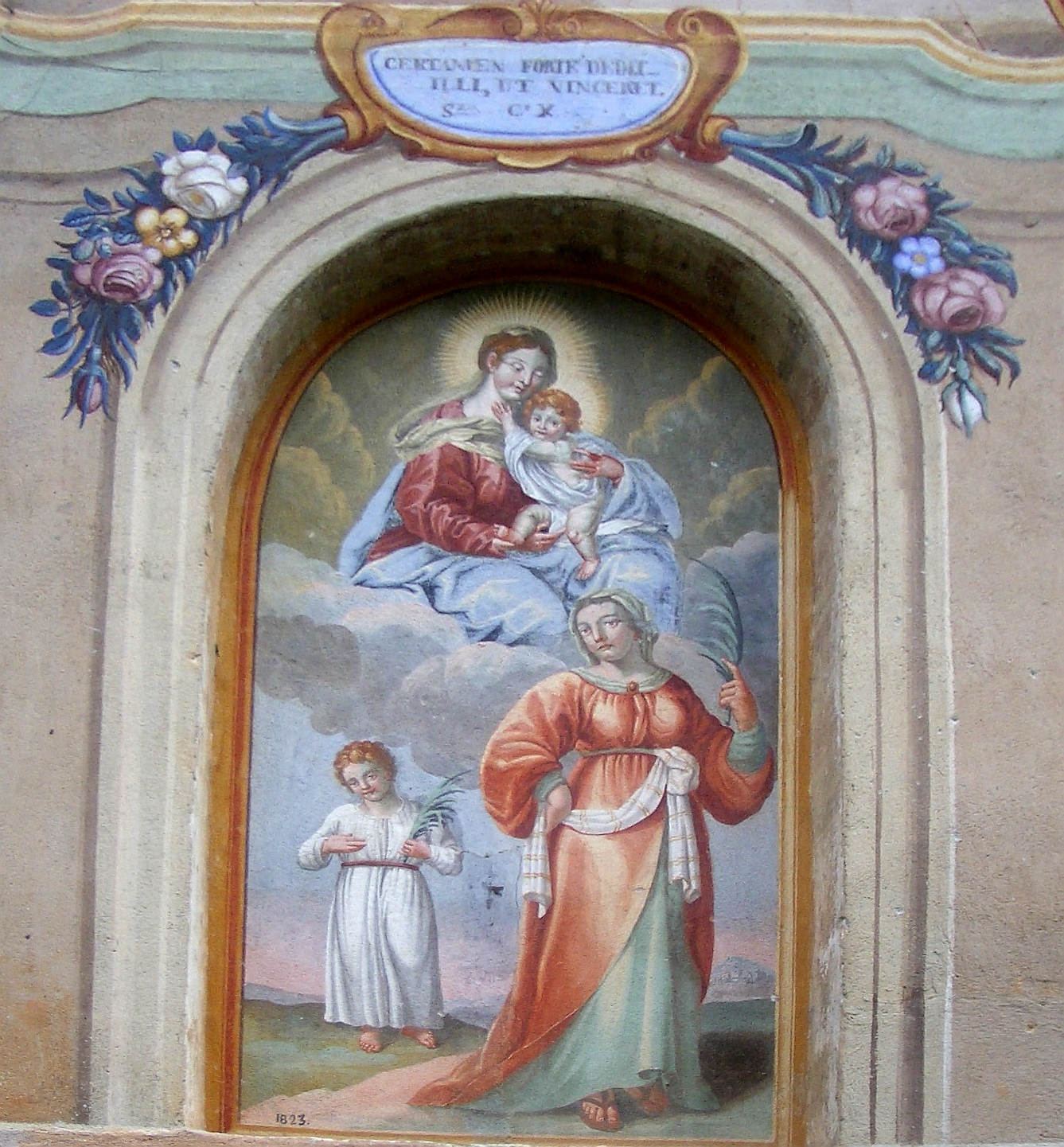
Fresque des saints Cyr et Julitte, Giovanni Piccina (1823), oratoire de San Quirico, Boccioleto, frazione de Palancato, province de Verceil, Italie.

## Influence toponymique en France

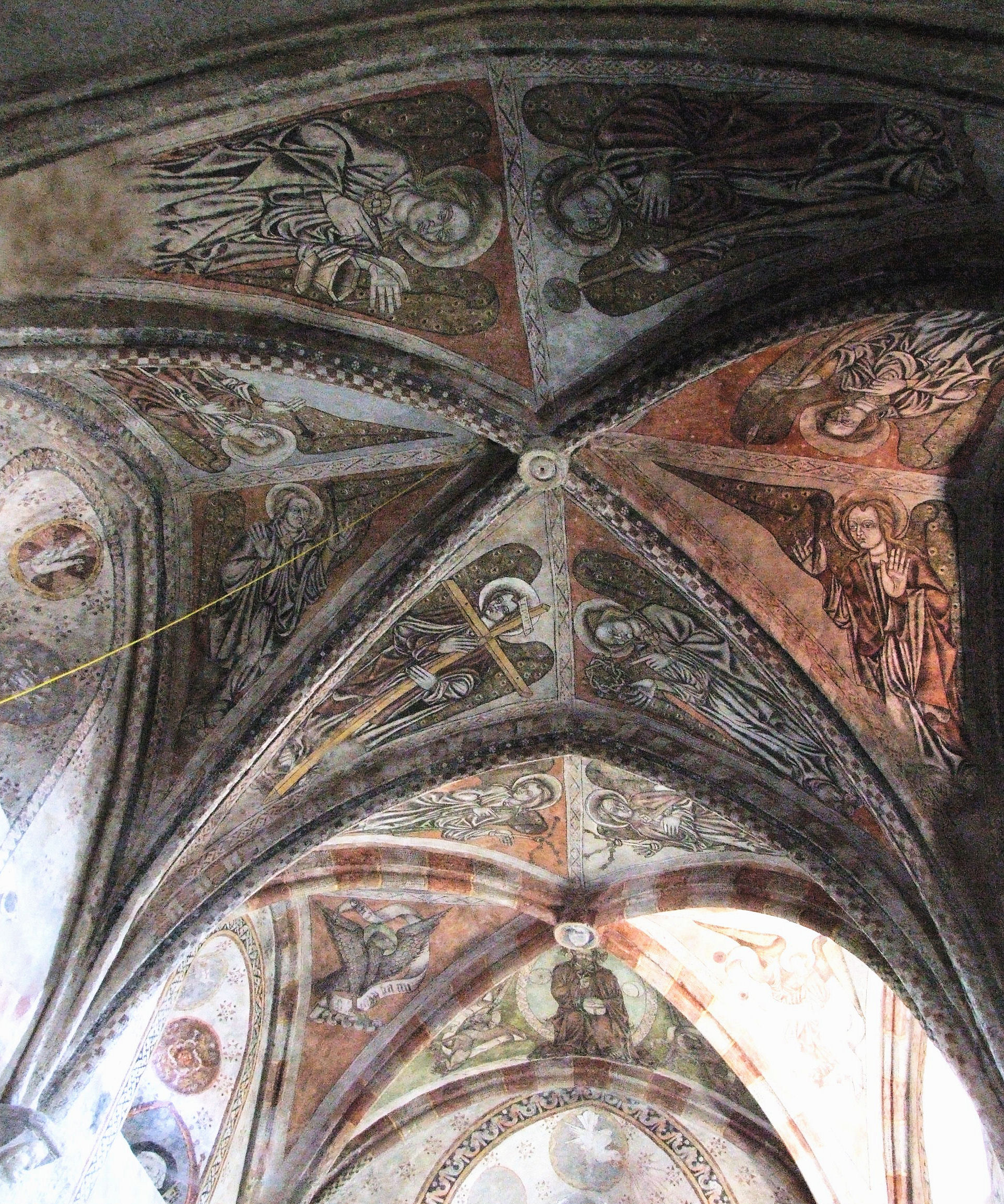
Fresques dans l'église de Saint-Cirgues (Haute-Loire).

- 43 localités en France portent le nom de saint Cyr (il existe d'ailleurs une Association des Saint Cyr de France[6]) ; le nom de saint Cyr s'écrit avec de nombreuses variantes allant de Cyr à Cirgues ou Cirq ; son nom est fréquent en Corse avec des variantes toponymiques comme Quilicu, Quilcu, Chilgu ou Chirgu, etc.
  - Saint-Cirgues dans le département de la Haute-Loire
  - Saint-Cirgues dans le département du Lot
  - Saint-Cirgues-de-Jordanne dans le département du Cantal
  - Saint-Cirgues-de-Prades dans le département de l'Ardèche
  - Saint-Cirgues-en-Montagne dans le département de l'Ardèche
  - Saint-Cirgues-la-Loutre dans le département de la Corrèze
  - Saint-Cirgues-sur-Couze dans le département du Puy-de-Dôme
  - Saint-Cirq dans le département de la Dordogne
  - Saint-Cirq dans le département de Tarn-et-Garonne
  - Saint-Cirq-Lapopie dans le département du Lot
  - Saint-Cirq-Madelon dans le département du Lot
  - Saint-Cirq-Souillaguet dans le département du Lot
  - Colayrac-Saint-Cirq dans le département de Lot-et-Garonne
  - Rullac-Saint-Cirq dans le département de l'Aveyron
  - Saint-Cyr, commune française de l'Ardèche
  - Saint-Cyr, commune française de la Manche
  - Saint-Cyr, commune française de Saône-et-Loire
  - Saint-Cyr, commune française de la Vienne
  - Saint-Cyr, commune française de la Haute-Vienne

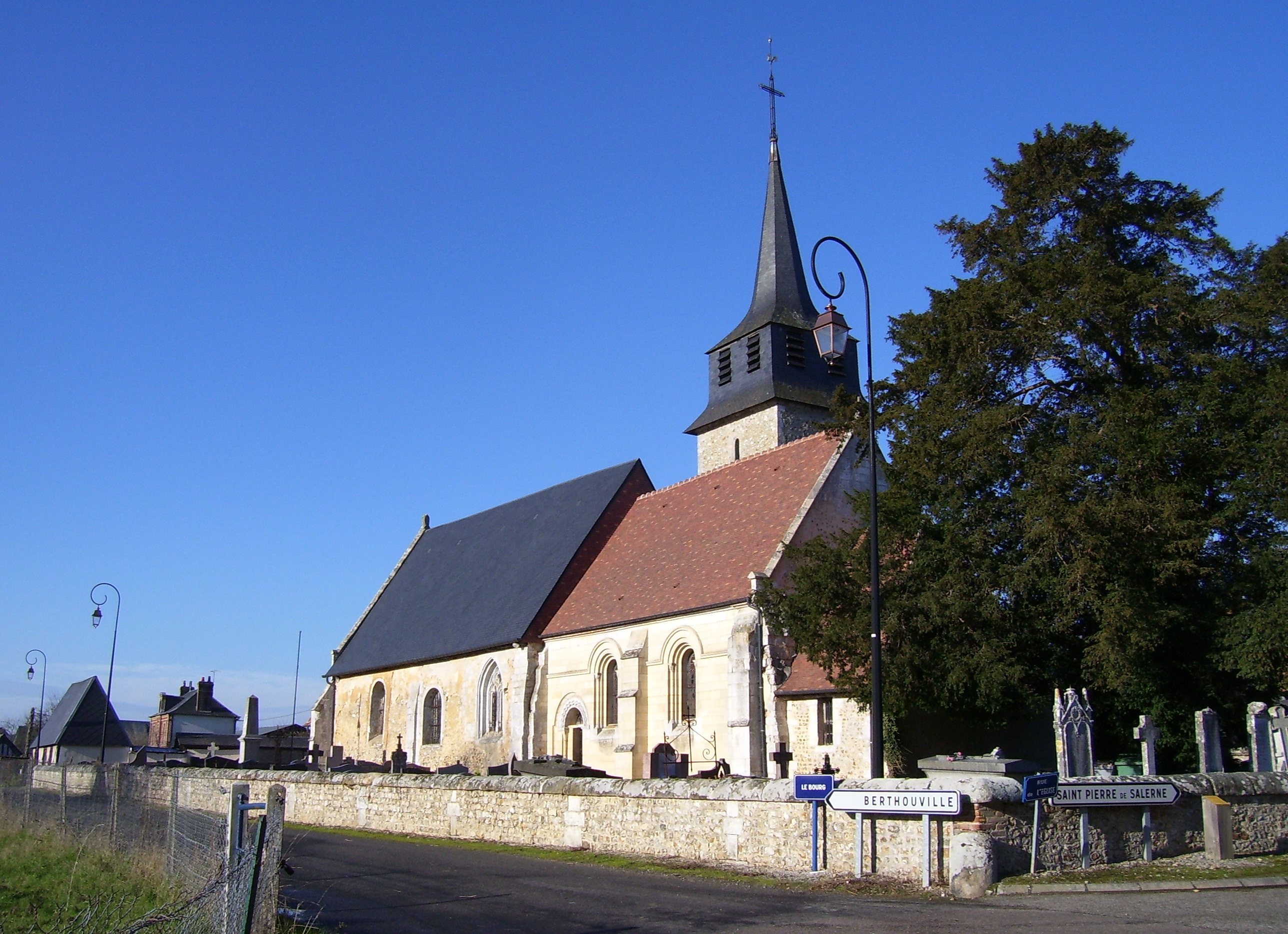
L'église Saint-Cyr-et-Sainte-Julitte de Saint-Cyr-de-Salerne (Eure).

  - Saint-Cyr, ancienne commune française de l'Ain, aujourd'hui intégrée à Châtillon-sur-Chalaronne

- - Saint-Cyr, ancienne commune française du Jura, aujourd'hui intégrée à Saint-Cyr-Montmalin
  - Saint-Cyr-au-Mont-d'Or, commune française du Rhône
  - Saint-Cyr-de-Favières, commune française de la Loire
  - Saint-Cyr-d'Estrancourt, ancienne commune française de l'Orne, aujourd'hui intégrée à Avernes-Saint-Gourgon
  - Saint-Cyr-de-Salerne, commune française de l'Eure
  - Saint-Cyr-des-Gâts, commune française de la Vendée
  - Saint-Cyr-de-Valorges, commune française de la Loire
  - Saint-Cyr-du-Bailleul, commune française de la Manche
  - Saint-Cyr-du-Doret, commune française de la Charente-Maritime
  - Saint-Cyr-du-Gault, commune française de Loir-et-Cher
  - Saint-Cyr-du-Ronceray, commune française du Calvados
  - Saint-Cyr-en-Arthies, commune française du Val-d'Oise
  - Saint-Cyr-en-Bourg, commune française de Maine-et-Loire
  - Saint-Cyr-en-Pail, commune française de la Mayenne
  - Saint-Cyr-en-Retz, village de la commune française de Bourgneuf-en-Retz en Loire-Atlantique
  - Saint-Cyr-en-Talmondais, commune française de la Vendée
  - Saint-Cyr-en-Val, commune française du Loiret
  - Saint-Cyr-la-Campagne, commune française de l'Eure
  - Saint-Cyr-la-Lande, commune française des Deux-Sèvres
  - Saint-Cyr-la-Rivière, commune française de l'Essonne
  - Saint-Cyr-la-Roche, commune française de la Corrèze
  - Saint-Cyr-la-Rosière, commune française de l'Orne
  - Saint-Cyr-le-Chatoux, commune française du Rhône
  - Saint-Cyr-l'École, commune française des Yvelines, où se situait l'École spéciale militaire de Saint-Cyr entre 1808 et 1940.
  - Saint-Cyr-le-Gravelais, commune française de la Mayenne
  - Saint-Cyr-les-Champagnes, commune française de la Dordogne
  - Saint-Cyr-les-Colons, commune française de l'Yonne
  - Saint-Cyr-les-Vignes, commune française de la Loire
  - Saint-Cyr-Montmalin, commune française du Jura
  - Saint-Cyr-sous-Dourdan, commune française de l'Essonne
  - Saint-Cyr-sur-le-Rhône, commune française du Rhône
  - Saint-Cyr-sur-Loire, commune française d'Indre-et-Loire
  - Saint-Cyr-sur-Menthon, commune française de l'Ain
  - Saint-Cyr-sur-Mer, commune française du Var
  - Saint-Cyr-sur-Morin, commune française de Seine-et-Marne
  - La Celle-Saint-Cyr, commune française de l'Yonne
  - La Ferté-Saint-Cyr, commune française de Loir-et-Cher
  - Santo Quilico (San Quilicu en corse) était une pieve de l'en « Deça des Monts », territoire correspondant à peu de chose près à l'actuel département de la Haute-Corse.
  - San Chirgu est un village dépendant de la commune de Cambia dans le département de la Haute-Corse possédant sa chapelle romane, dite chapelle San Chirgu. Ce nom (fréquent dans la région) est traduit communément en français par Quilicus. Autrefois, en langue écrite, le nom de l'église était logiquement traduit en toscan par Santo Quilico [,sãnto'kwi:lɪɢo], qu'on lit souvent écrit Quirico.
  - Les ruines d'une chapelle Saint-Cyr subsistent à Appietto dans le département de la Haute-Corse.
- Sainte-Jullite est une ancienne commune du département d'Indre-et-Loire, annexée en 1828 par Saint-Flovier.
- L'école privée catholique d'Argentré (Mayenne) se nomme « École Saint-Cyr-et-Sainte-Julitte ».
- L'école privée de Moréac dans le Morbihan se nomme également « École Saint Cyr ».

## Traces de leur culte dans la France actuelle et en Europe
Le culte de saint Cyr a connu une très grande popularité dans l'ensemble du bassin méditerranéen et au-delà, et les églises et toponymes qui portent son nom sont très nombreux : à partir de Quiricus, Cyricus ou Cyriacus en latin, on trouve Cyr, Cergue, Cergues, Cirgues, Cierge ou Ciergues en français, Cirgue, Cirice ou Cricq en occitan, Quirc en catalan, Quirico en espagnol, Chirico, Quirce ou Quirico en italien, Chirgu en corse, Qirqos en amharique.
- Saint Quirc (variante locale du nom saint Cyr est prié à Canohès (Pyrénées-Orientales) par les femmes qui allaitent.
- La cathédrale Saint-Cyr-et-Sainte-Julitte de Nevers leur est dédiée.

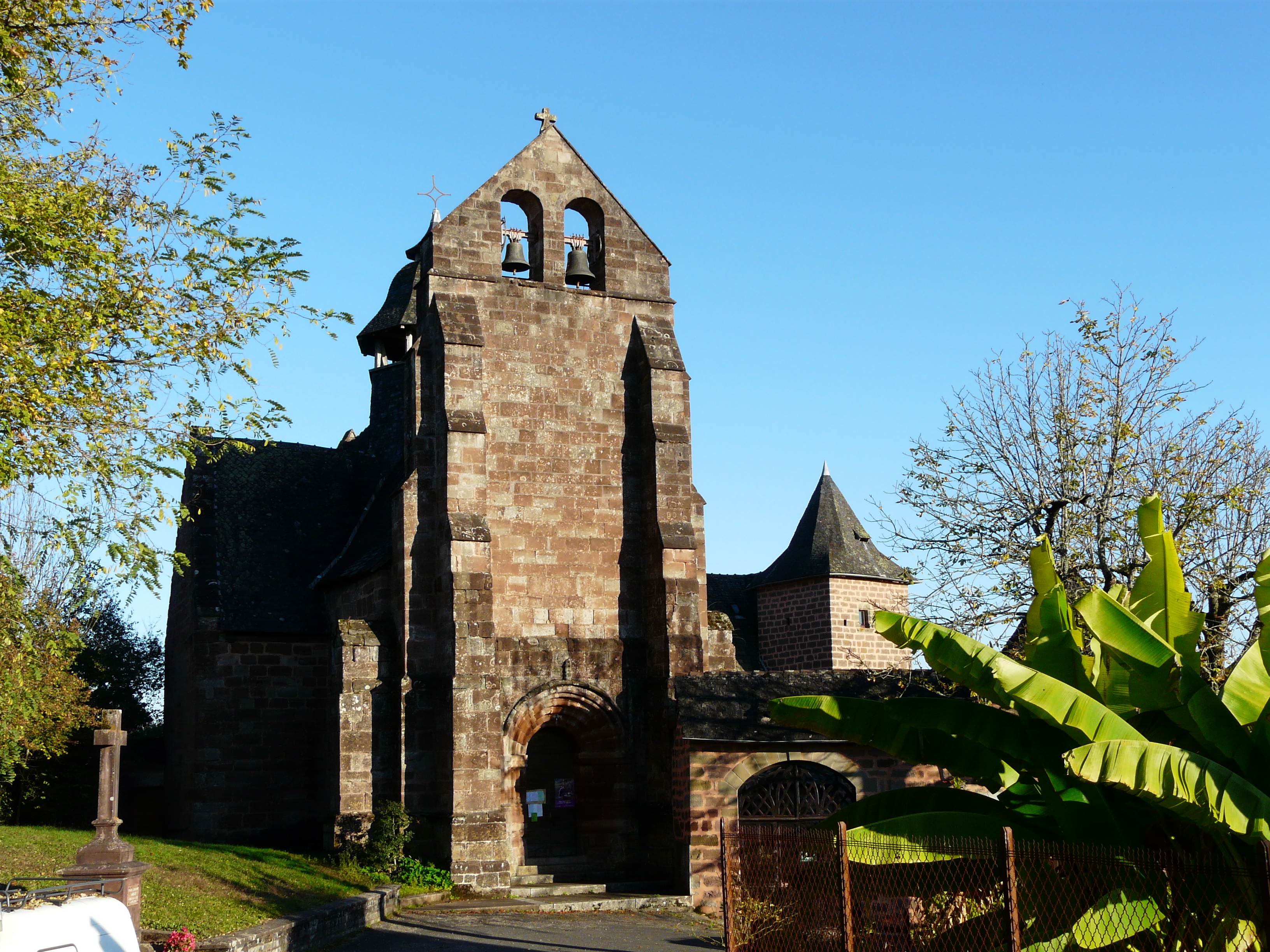
L'église Saint-Cyr-Sainte Julitte de Saint-Cyr-la-Roche (Corrèze).

- L'église Saint-Cyr Sainte-Julitte de Saint-Cyr-la-Roche à Saint-Cyr-la-Roche (Corrèze).
- L'église Saint-Cyr-Sainte-Julitte de Villejuif à Villejuif (Val-de-Marne).

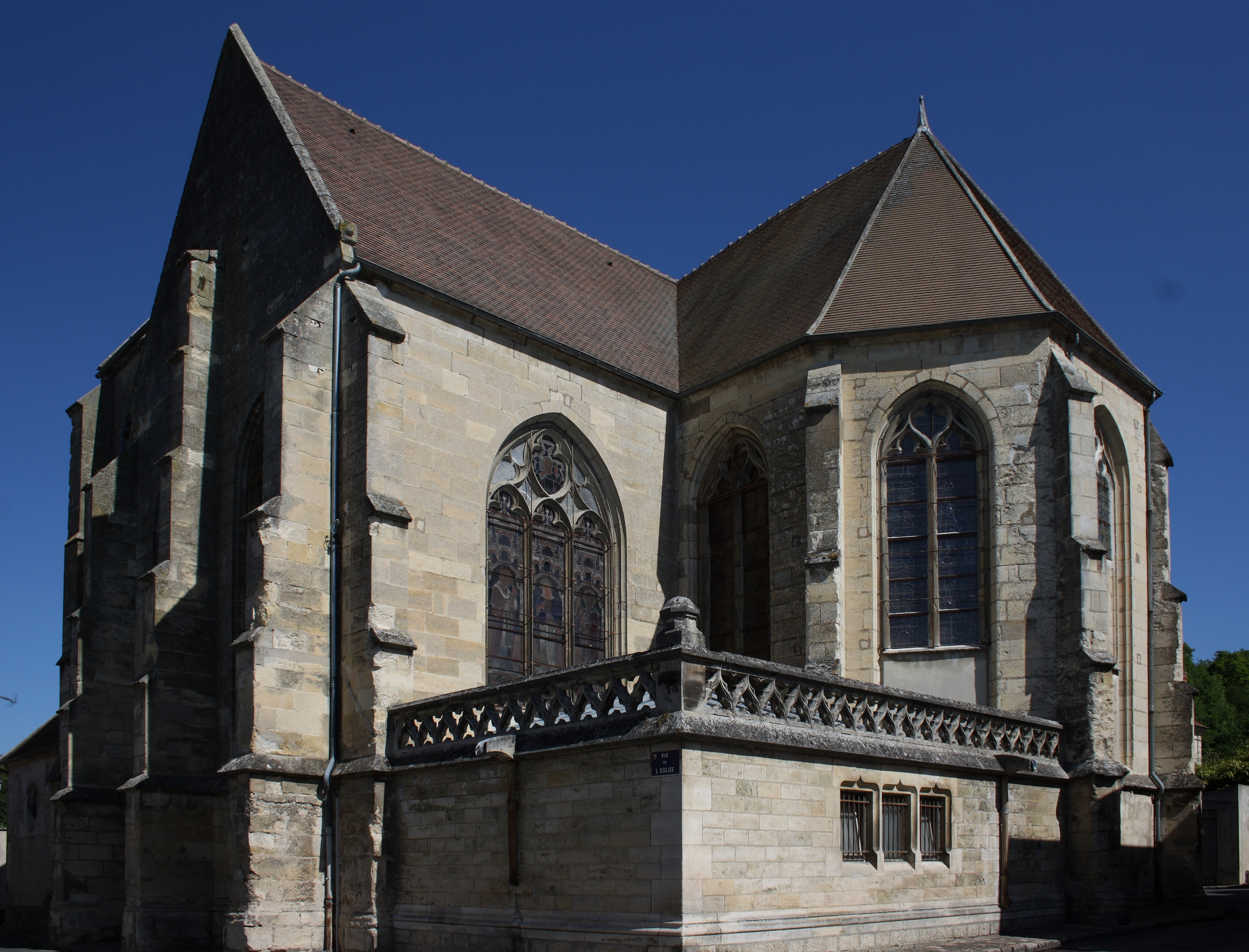
L'église Saint-Cyr-et-Sainte-Julitte de Crouy-sur-Ourcq (Seine-et-Marne).

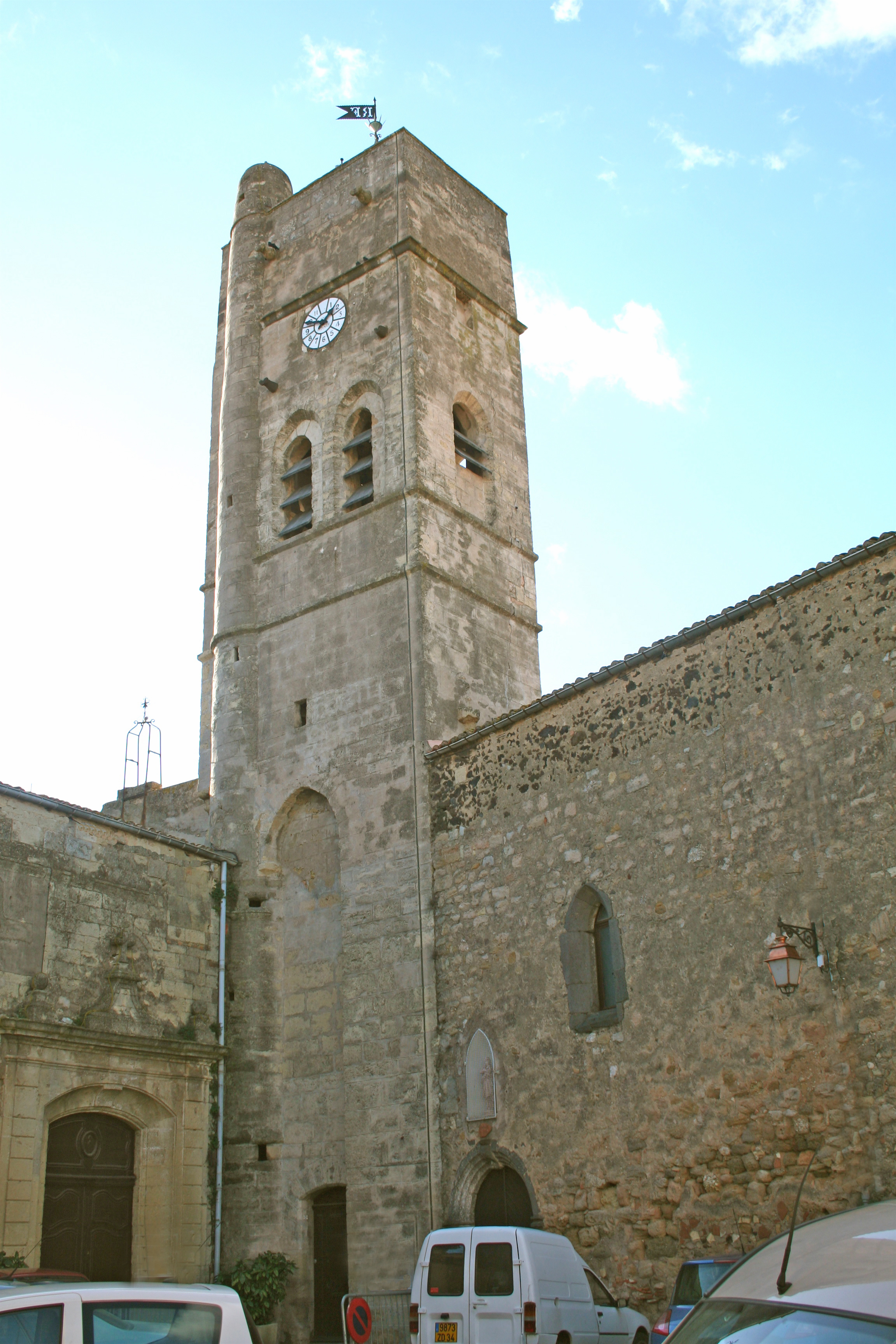
L'église Saint-Cyr-et-Sainte-Julitte de Pomerols (Hérault).

- L'église Saint-Cyr-et-Sainte-Julitte de Jarzé à Jarzé (Maine-et-Loire).
- L'église Saint-Cyr-et-Sainte-Julitte de Saint-Cyr-la-Rosière à Saint-Cyr-la-Rosière (Orne).
- L'église Saint-Cyr-et-Sainte-Julitte d'Ambon à Ambon (Morbihan).
- L'Église Saint-Cyr et Sainte-Julitte des Mathes à Les Mathes en (Charente-Maritime).
- L'église Saint-Cyr-et-Sainte-Julitte de Saint-Cyr-les-Colons (Yonne).
- L'église Saint-Cyr-et-Sainte-Julitte de Saint-Cyr-d'Estrancourt, commune de Avernes-Saint-Gourgon désormais (Orne).
- L'église Saint-Cyr-et-Sainte-Julitte de Crouy-sur-Ourcq (Seine-et-Marne)

- L'église Saint-Cyr-et-Sainte-Julitte de La Fresnaye-au-Sauvage (Orne).
- L'église Saint-Cyr-et-Sainte-Julitte de Savoyeux (Haute-Saône).
- L'église Saint-Cyr-et-Sainte-Julitte de Bissy-la-Mâconnaise (Saône-et-Loire).
- L'église Saint-Cyr-et-Sainte-Julitte de Saint-Cyr (Saône-et-Loire).
- L'église Saint-Cyr-et-Sainte-Julitte de Saint-Étienne-d'Orthe (Landes).
- L'église Saint-Cyr-et-Sainte-Julitte de Canac, commune de Campagnac (Aveyron). Une fête votive de la "Saint-Cyr" y est organisée chaque année[8].
- L'église Saint-Cyr-et-Sainte-Julitte à Saint-Cyr-la-Rivière (Essonne).
- L'église Saint-Cyr-et-Sainte-Julitte à Saint-Cyr-sous-Dourdan (Essonne).
- L'église Saint-Cyr-et-Sainte-Julitte à Argentré (Mayenne)
- L'église Saint-Cyr-et-Sainte-Julitte à Bouère (Mayenne).
- L'église Saint-Cyr-et-Sainte-Julitte à La Chapelle-Cécelin (Manche).
- L'église Saint-Cyr-et-Sainte-Julitte à Saint-Cyr (Manche).
- L'église Saint-Cyrice et Sainte Julitte à Foissac (Aveyron).

- L'église Saint-Cyr-et-Sainte-Julitte à Noron-l'Abbaye (Calvados).
- L'église Saint-Cyr-et-Sainte-Julitte à Duneau (Sarthe).
- L'église Saint-Cyr-et-Sainte-Julitte à Brétigny (Eure).
- L'église Saint-Cyr-et-Sainte-Julitte à Saint-Cyr-de-Salerne (Eure).
- L'église Saint-Cyr-et-Sainte-Julitte à Saint-Cyr-du-Ronceray (Eure).
- L'église Saint-Cyr-et-Sainte-Julitte à Jouy (Eure-et-Loir).
- L'église Saint-Cyr-et-Sainte-Julitte à Contres (Loir-et-Cher).
- L'église Saint-Cyr-et-Sainte-Julitte à Les Sièges (Yonne).
- L'église Saint-Cyr-et-Sainte-Julitte à Escurolles (Allier).
- L'église Saint-Cyr-et-Sainte-Julitte à Saint-Cirgues-de-Malbert (Cantal).
- L'église Saint-Cyr-et-Sainte-Julitte à Chemillé-sur-Dême (Indre-et-Loire).
- L'église fortifiée Saint-Cyr-et-Sainte-Julitte[9] à Origny-en-Thiérache Aisne).
- L'église Saint-Cyr-et-Sainte-Julitte à Acheux-en-Amiénois (Somme).
- L'église Saint-Cyr-et-Sainte-Julitte à Franvillers (Somme).
- L'église Saint-Cyr-et-Sainte-Julitte à Pont-de-Metz (Somme).
- L'église Saint-Cyr-et-Sainte-Julitte à Yzeux (Somme).
- L'église Saint-Cyr-et-Sainte-Julitte à Aubas (Dordogne).
- L'église Saint-Cyr-et-Sainte-Julitte à Pomérols (Hérault).
- L'église Saint-Cyr-et-Sainte-Julitte à Canohès (Pyrénées-Orientales).
- L'église Saint-Blaise-Saint-Cyr-Sainte-Julitte à Nonant-le-Pin (Orne).
- L'église Saint-Cyr-et-Sainte-Julitte à Tarzy (Ardennes).
- L'église Saint-Cyr-et-Sainte-Julitte à Cormicy (Marne).
- L'église Saint-Cyr-Sainte-Julitte  à Saint-Cyr-l'École (Yvelines).
- etc.
- Une chapelle est consacrée partiellement à Saint-Cyr-et-Sainte-Julitte dans la Basilique Saint-Sernin de Toulouse à Toulouse (Haute-Garonne).

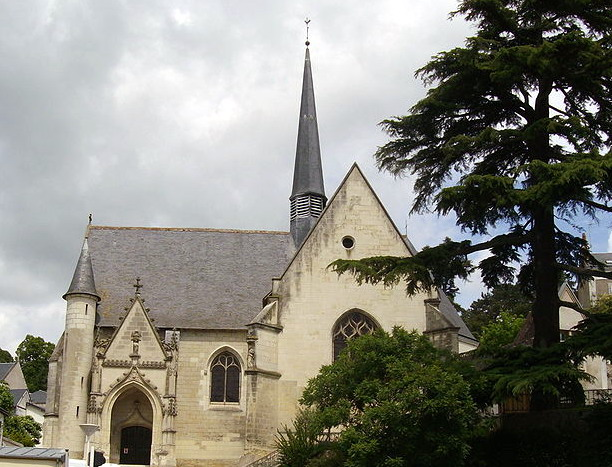
L'église Sainte-Julitte à Saint-Cyr-sur-Loire (Indre-et-Loire).

- L'église Sainte-Julitte à Saint-Cyr-sur-Loire (Indre-et-Loire).
- L'église et la fontaine Sainte-Julitte de Remungol (Morbihan).
- Une église Saint-Cyr-et-Sainte-Julitte a existé à Lèvemont, désormais hameau de Hadancourt-le-Haut-Clocher (Oise).
- Une église Saint-Cyr-et-Sainte-Julitte a existé à Nantes (Loire-Atlantique)[10].
- L'église Saint-Guénolé de Batz-sur-Mer (Loire-Atlantique) est construite sur l’emplacement d’une église plus ancienne dédiée à saint Cyr et sainte Julitte.
- L'église des Saints Cyr et Julitte à Seneffe (Belgique)
- La commune de Saint-Quirc et son église, en Ariège.
- La collégiale de Saint-Cyr et Sainte-Julitte (collegiata di San Quirico" ou "collegiata dei Santi Quirico e Giulitta en italien) à San Quirico d'Orcia en Toscane (Italie).
- L'Ermitage Sant Quirc de Durro dans le village de Durro, commune de La Vall de Boí, dans la comarque d'Alta Ribagorça, province de Lérida, en Catalogne (Espagne).
- L'Ermitage Sant Quirc de Taüll est une chapelle isolée dans la montagne, au lieu-dit Pla de l'Ermita, dans la commune de Taüll, Alta Ribagorça, dans les Pyrénées centrales espagnoles.
- Il fait partie des saints martyrs cités dans une épigraphie gravée sur une colonne romaine réutilisée dans la chapelle des Saints Martyrs de Medina-Sidonia (province de Cadix, Andalousie) en Espagne; selon l'inscription, des reliques de plusieurs saints, dont Cyr de Tarse, y auraient été déposées[11].
- À noter qu’une confrérie religieuse placée sous le patronage de saint Cyr (San Chirgu en corse) est active dans le Haut-Taravo, en Corse-du-Sud, plus particulièrement dans le village de Cozzano. La Cunfraterna di San Chirgu, fondée le 15 juillet 2025, perpétue la dévotion populaire au saint à travers diverses actions religieuses et culturelles. Elle organise notamment des célébrations liturgiques lors de la fête patronale, participe à des processions, et œuvre à la transmission du patrimoine spirituel local. La confrérie joue également un rôle actif dans la vie communautaire, en entretenant les lieux de culte et en soutenant les traditions insulaires liées à la piété populaire.
- Voir aussi les catégories  et .

## Dans le reste du monde
Ce n'est pas saint Cyr de Tarse qui a donné son nom à la ville d'Aboukir, théâtre d'une victoire et d'une défaite napoléoniennes. C'est un homonyme, saint Cyr d'Alexandrie (311) qui est fêté comme anargyre avec saint Jean le 31 janvier et le 28 juin.

## Tableaux
- Le tableau Le Martyre de saint Cyr et Sainte Julitte par Louis Jean-Jacques Durameau se trouve dans l'église Saint-Nicolas-du-Chardonnet à Paris.